# Western Tool Works

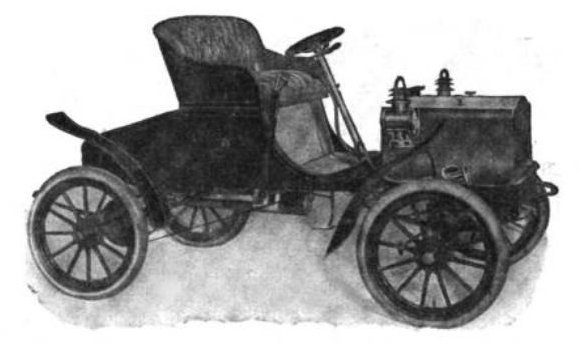
Gale Model C (1906)

Western Tool Works war ein US-amerikanischer Automobilhersteller, der von 1905 bis 1907 in Galesburg (Illinois) Automobile unter dem Namen Gale herstellte.

## Geschichte
Neben den Autos baute die Firma auch noch Werkzeugmaschinen und Wandsafes. Zur Automobilproduktion kam es durch D. W. Cook, der schon vorher ein Automobil unter eigenem Namen in Chicago (Illinois) in Einzelfertigung herstellte. Über einen Verkauf über das Versandhaus Sears, Roebuck and Company konnte sich Cook nicht mit der Geschäftsleitung einigen, da Sears nur weniger als 200,– US$ pro Auto bezahlen wollte. Schließlich kam es 1905 zur Übereinkunft mit Western Tool Works über eine Serienproduktion.
1905 wurden nur fünf Exemplare (Modelle A und B) gebaut, im Folgejahr stieg die Nachfrage aber deutlich und es wurden verschiedene Modelle angeboten. Einige Fahrzeuge wurden sogar nach Europa und Australien exportiert.
1907 kamen die Western Tool Works in wirtschaftliche Schwierigkeiten, konzentrierten sich wieder auf ihr Kerngeschäft und stellten den Automobilbau ein. Insgesamt waren in drei Jahren ca. 600 Einzylindermodelle und ca. 140 Zweizylindermodelle gefertigt worden.
E. P. Robson Manufacturing Company übernahm die Reste der Automobilabteilung des Unternehmens.

## Modelle
Western baute 1905 den Gale Model A, einen offenen Roadster, der 500 US-$ kostete, weniger als das Großserienfahrzeug Oldsmobile Curved Dash mit 650,– US$, Fords Doctor’s Car mit 850,– US$ oder dem Holsman für den gleichen Preis. Der Black dagegen kostete 375,– US$ und der Success nur 275,– US$.
Der Wagen wurde serienmäßig mit einem wassergekühlten Einzylindermotor mit 1925 cm³ Hubraum (Bohrung × Hub = 127 mm × 152 mm) ausgerüstet. Er besaß Kettenantrieb zu den Hinterrädern, 89 cm lange, elliptische Blattfedern, 28'-Räder mit 76 mm breiten Schlauchreifen und wurde mit einem Werkzeugkasten geliefert.
Im gleichen Jahr bot Western den 650,– US$ teuren Gale Model B an. Er war genauso wie das Modell A ausgelegt, bot aber zusätzlich ein Lederdach, Krampenreifen, eine Hupe und Messingscheinwerfer.
Im Jahr 1907 bot Western das 26 bhp (19 kW) starke Gale Model K-7 mit Phaeton-Aufbau für 1250,– US$ an.
| Modell | Bauzeitraum | Zylinder | Leistung         | Radstand | Aufbauten                            |
| ------ | ----------- | -------- | ---------------- | -------- | ------------------------------------ |
| A      | 1905        | 1        | 8 bhp (5,9 kW)   | 2032 mm  | Runabout 2 Sitze                     |
| B      | 1905        | 1        | 8 bhp (5,9 kW)   | 2032 mm  | Runabout mit Dach 2 Sitze            |
| C      | 1906        | 1        | 10 bhp (7,4 kW)  | 1854 mm  | Runabout 2 Sitze                     |
| D      | 1906        | 1        | 10 bhp (7,4 kW)  | 1854 mm  | Runabout mit Dach 2 Sitze            |
| E      | 1906        | 2 Reihe  | 20 bhp (14,7 kW) | 2337 mm  | Tourenwagen 5 Sitze                  |
| F      | 1906        | 2 Reihe  | 20 bhp (14,7 kW) | 2337 mm  | Tourenwagen 5 Sitze                  |
| G      | 1906        | 2 Reihe  | 20 bhp (14,7 kW) | 2337 mm  | Runabout 2 Sitze                     |
| C-7    | 1907        | 1        | 10 bhp (7,4 kW)  | 1854 mm  | Runabout 2 Sitze                     |
| G-7    | 1907        | 2 Reihe  | 14 bhp (10,3 kW) | 2184 mm  | Runabout 2 Sitze                     |
| K-7    | 1907        | 2 Reihe  | 26 bhp (19,1 kW) | 2413 mm  | Tourenwagen 5 Sitze, Phaeton 5 Sitze |